# Szin (Iran)
Szin (perski: شين) – wieś w Iranie, w ostanie Zandżan. W 2006 roku  liczyła 84 mieszkańców w 20 rodzinach.